# Euryglossa laevigatum
Euryglossa laevigatum är en biart som först beskrevs av Smith 1879.  Euryglossa laevigatum ingår i släktet Euryglossa och familjen korttungebin. Inga underarter finns listade i Catalogue of Life.

## Bildgalleri

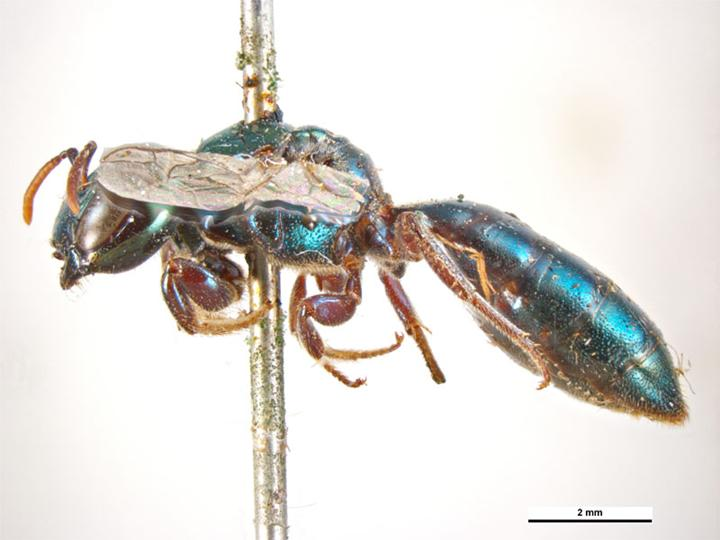
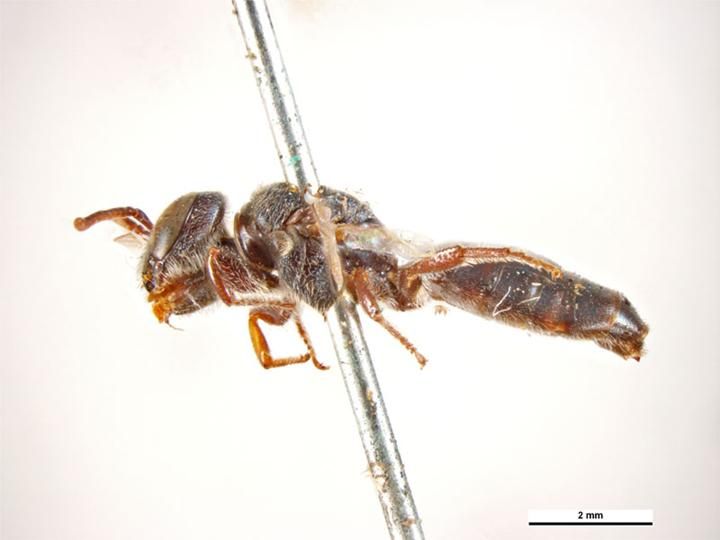